# Serigne Mbaye Camara
Pour les articles homonymes, voir Mbaye et Camara.
Serigne Mbaye Camara, né en 1948 à Saint-Louis (Sénégal), est un artiste plasticien sénégalais contemporain. Il est issu de la deuxième génération de l'« École de Dakar ».
Après la peinture et le papier découpé, il se tourne vers le travail du bois, du fer, du tissu et de bien d'autres matériaux.

## Sélection d'œuvres
- Peuples, 1989
- Attitudes VIII, 1992
- Adolescence, 1998
- Tablette talibé, 2000
- Sanctuaire, 2002